# Blonde comme moi
Blonde comme moi é o álbum de estreia da banda francesa BB Brunes, lançado em 2007, e um ano depois em versão especial, incluindo uma faixa bónus. Teve como singles, "Le Gang", "Dis-moi", o qual teve o seu primeiro vídeo musical, "Houna" e "Mr Hyde".

## Alinhamento
Todas as faixas escritas e compostas por Gallo. 
| Edição padrão  |                       |         |  |
| N.º            | Título                | Duração |  |
| 1.             | "J'Écoute Les Cramps" | 03:19   |  |
| 2.             | "Le Gang"             | 03:23   |  |
| 3.             | "Blonde Comme Moi"    | 03:40   |  |
| 4.             | "Perdus Cette Nuit"   | 03:22   |  |
| 5.             | "Houna"               | 03:21   |  |
| 6.             | "Dis-moi"             | 02:24   |  |
| 7.             | "Mr Hyde"             | 02:43   |  |
| 8.             | "Sixty Eight"         | 02:35   |  |
| 9.             | "BB Brune"            | 02:43   |  |
| 10.            | "Pas Comme Ça"        | 02:39   |  |
| 11.            | "BB Baise"            | 08:08   |  |
| Duração total: | Duração total:        | 36:17   |  |

Todas as faixas escritas e compostas por Gallo. 
| Edição especial |                            |         |  |
| N.º             | Título                     | Duração |  |
| 1.              | "J'Écoute Les Cramps"      | 03:19   |  |
| 2.              | "Le Gang"                  | 03:23   |  |
| 3.              | "Blonde Comme Moi"         | 03:40   |  |
| 4.              | "Perdus Cette Nuit"        | 03:22   |  |
| 5.              | "Houna"                    | 03:21   |  |
| 6.              | "Dis-moi"                  | 02:24   |  |
| 7.              | "Mr Hyde"                  | 02:43   |  |
| 8.              | "Sixty Eight"              | 02:35   |  |
| 9.              | "BB Brune"                 | 02:43   |  |
| 10.             | "Pas Comme Ça"             | 02:39   |  |
| 11.             | "BB Baise"                 | 08:08   |  |
| 12.             | "Confusions Printannières" | 03:04   |  |
| Duração total:  | Duração total:             | 39:21   |  |

## Desempenho nas tabelas musicais
Entrou na tabela de venda de álbuns na França, tido sessenta e nova aparências, com oitava melhor posição.

### Posições
| Tabelas musicais (2007-2009)   | Melhor posição |
| ------------------------------ | -------------- |
| França - France Albums Top 150 | 8              |